# Hydrotaea pandellei
Hydrotaea pandellei este o specie de muște din genul Hydrotaea, familia Muscidae, descrisă de Stein în anul 1899. Conform Catalogue of Life specia Hydrotaea pandellei nu are subspecii cunoscute.